# Paul-Émile Janson
Paul-Émile Janson var en belgisk liberal politiker. Han föddes den 30 maj 1872 och dog den 3 mars 1944. Mellan den 23 november 1937 till den 15 maj 1938 var han Belgiens premiärminister. När andra världskriget bröt ut var han utrikesminister och i regeringen Hubert Pierlot var han minister utan portfölj. När resten av den belgiska regeringen gick i exil i London stannade Paul-Émile Janson i Frankrike. 1943 fördes han till koncentrationslägret Buchenwald där han avled den 3 mars 1944.

## Utmärkelser
- Hedersdoktor vid universitetet i Lille,  17 januari 1921[4]
- Storkors av Kronorden
- Storkors av Leopoldorden
- Storkors av Hederslegionen

[Redigera Wikidata]